# Промисловість Кременчука
Кременчук — великий індустріальний центр Полтавщини. На сьогодні у місті функціонує 86 великих промислових підприємства, 58 будівельних організацій. Бюджет Кременчука та Кременчуцького району наповнюють 22342 платники податків (на 2011 рік): 5844 підприємства та 16,5 тисяч приватних підприємців. Із них спрощену систему оподаткування обрали 5907 фізичних осіб і 640 підприємства. На малих підприємствах і у приватних підприємців працює понад 16,5 тисяч кременчужан. За 11 місяців 2011 року фізичні особи сплатили до бюджету 6,5 мільйона гривень, юридичні — 3,4 мільйона гривень, що склало 0,12 % від загальної суми податків, які надійшли до бюджету. Загальна сума від зборів та податків, зібраних у Кременчуці та районі за перші 11 місяців 2011 року — 9,2 мільярда гривень. У місті залишилося 947 млн, інші гроші перераховано у державний бюджет. Основну роль у наповненні бюджету займають 12 кременчуцьких підприємств.
У місті представлені такі галузі промисловості: нафтопереробна, хімічна, машинобудівна, металургійна, металообробна, харчова, легка, будівельна тощо.
Інвестиції в місто надходять з 26 країн. За рейтингом регіонів, міст та районів України Кременчук займає 8 місце з 494 територій України.
Сьогодні в місті працює близько 1000 магазинів, 470 об'єктів ресторанного господарства, 555 об'єктів сфери послуг та 15 ринків.

## Список підприємств міста
Промисловий потенціал налічує 89 великих підприємств з чисельністю працівників 39,4 тис. чол.
За 2009 р. суб'єктами промислової діяльності реалізовано продукції у відпускних цінах підприємств (без ПДВ і акцизу) на суму 17,06 млрд грн.

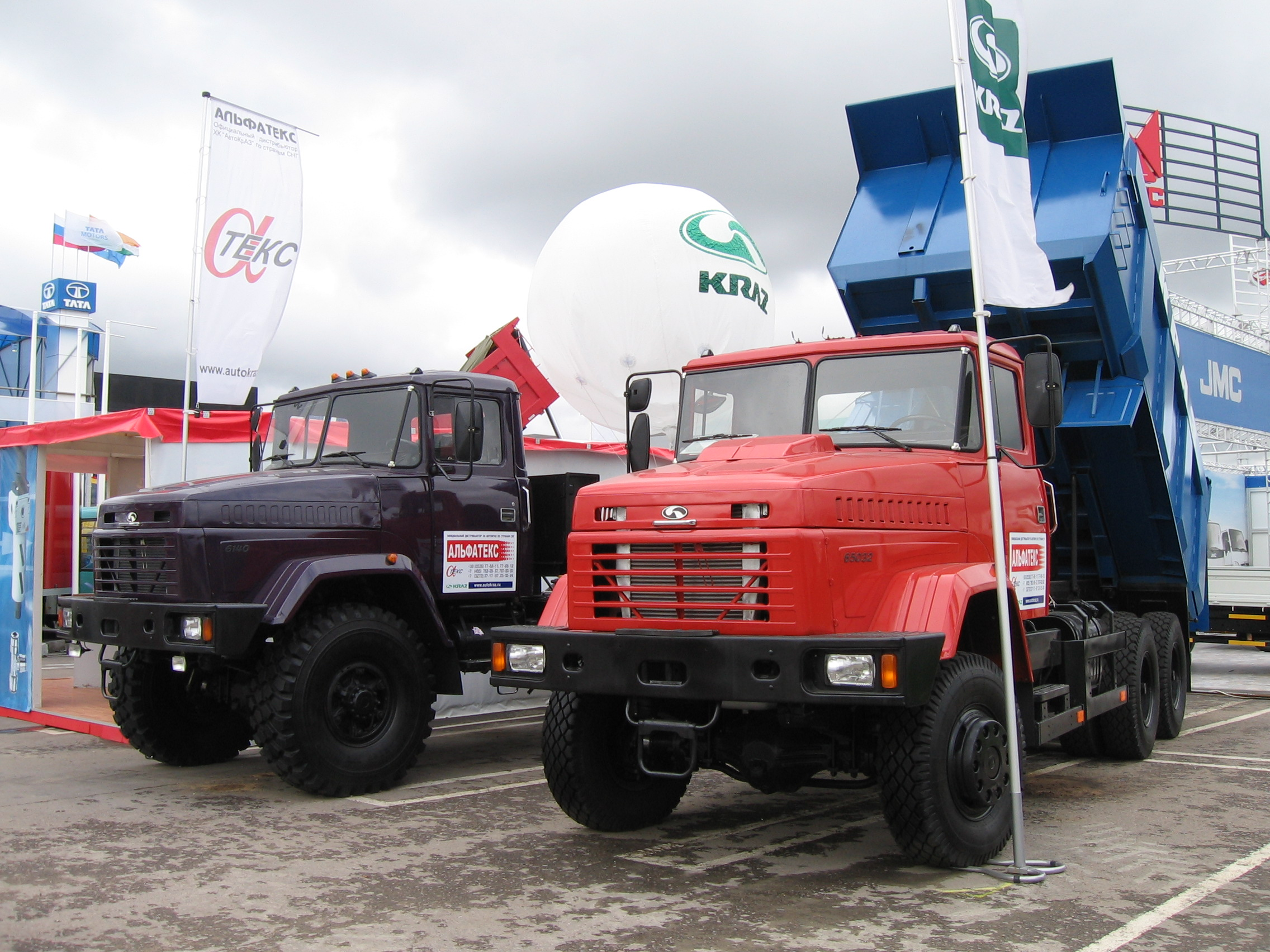
Самоскиди КрАЗ на Московській міжнародній автовиставці, 2006

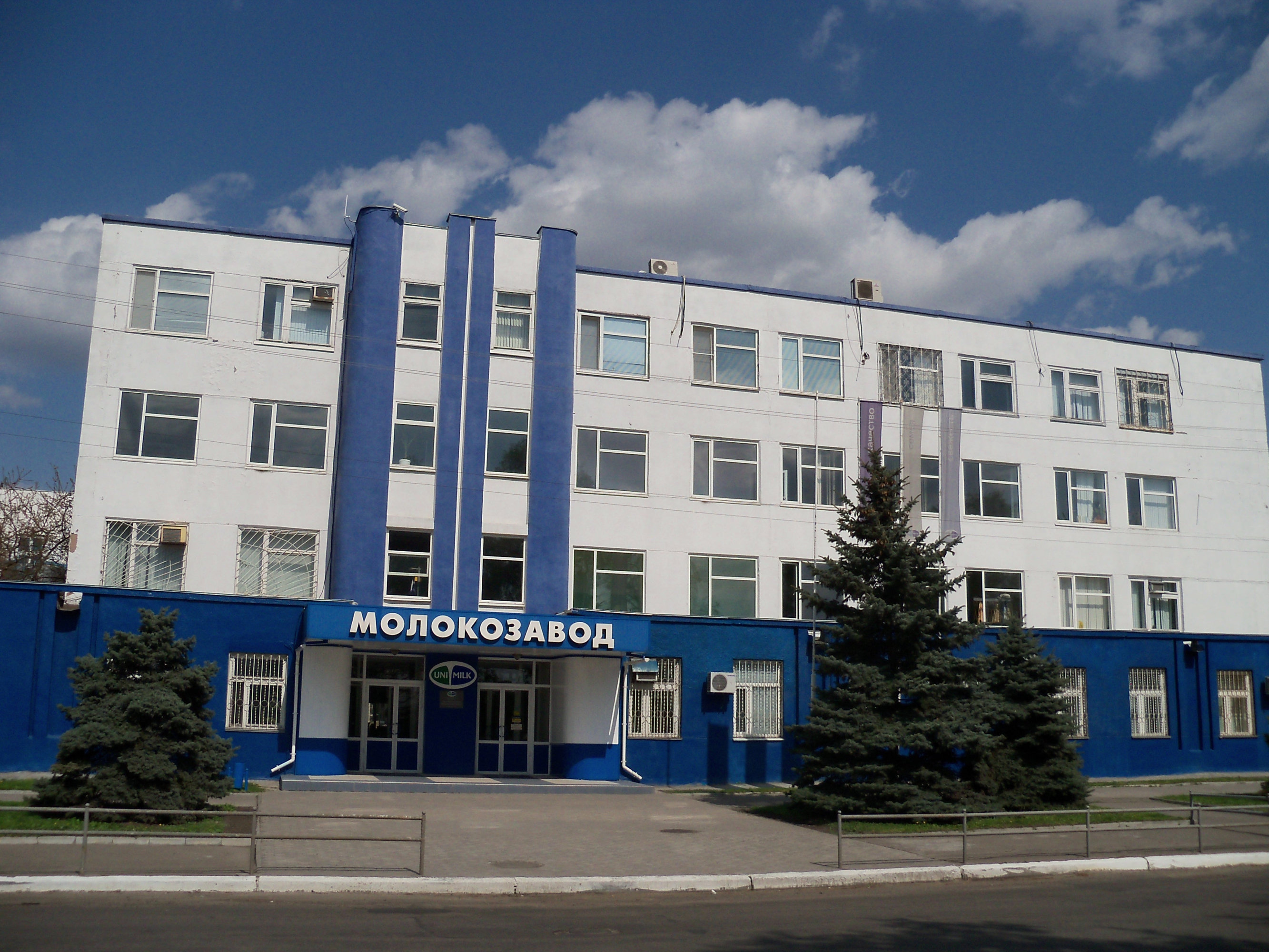
Кременчуцький молокозавод компанії «Danone». Прохідна заводу.

| Машинобудування та металообробка: - Крюківський вагонобудівний завод (чистий дохід 1,419 млрд грн.) - Сталеливарний завод (чистий дохід 0,518 млрд грн.) - АвтоКрАЗ (чистий дохід 0,297 млрд грн.) - Колісний завод (чистий дохід 0,282 млрд грн.) - «Кредмаш» (чистий дохід 0,156 млрд грн.) - Завод металевих виробів - ТОВ АВМ «Ампер» - ТОВ «Інструментальний завод» - ТОВ СП «Обод» - ЗАТ «Ремонтно-механічний завод» - ВАТ «Завод комунального устаткування» - ТОВ «Техвагонмаш» Нафтопереробна та хімічна промисловість: - Кременчуцький нафтопереробний завод (належить ПАТ «Укртатнафта») — найбільший в Україні (чистий дохід 11,44 млрд грн.) - АТ «Кременчуцький завод технічного вуглецю» - СП «Фобос» - СП «Кребо» ЗАТ «Нафтохімік» - ТОВ НВП «Присадки» Легка промисловість: - ВТФ «Кремтекс» - АТ «Кременчуцька трикотажна фабрика» - Госпрозрахункова фірма «Рута» - ТОВ «Кременчуцький шкіряний завод» | Харчова промисловість: - «Кременчуцький молокозавод» (чистий дохід 0,218 млрд грн.) - кондитерська фабрика «Рошен» (чистий дохід 0,089 млрд грн. у 2007 році) - «Кременчуцький м'ясокомбінат» (чистий дохід 0,371 млрд грн. у 2008 році) - Джей Ті Інтернешнл Україна — Виробництво тютюнових виробів (чистий дохід 1,37 млрд грн. у 2008 році) - ТОВ-Підприємство «Ізумруд ЛТД» — Виробництво природних мінеральних артезіанських вод «Ізумрудна», «Лайф», «Станіслава», природних питних вод «Чисте джерело», «Міловидово» та негазованих сокових напоїв «Рив'єра» - ПП ВТК «Лукас» - ЗАТ «Кременчуцький лікеро-горілчаний завод» - ПАТ «Кременчуцький хлібокомбінат» - ПП «Гурман» - КП «Кремінь» Паливно-енергетична галузь: - Кременчуцька ТЕЦ, проектна потужність виробництва — 225 МВт електричної та близько 1131 Гкал/год теплової енергії Підприємства будівної індустрії та будматеріалів: - заводи залізобетонних конструкцій та залізобетонних виробів - кар'єроуправління - ВАТ «Кременчуцький ДБК» - ТОВ «Кременчук Житлобуд» - ПП "Будівельна фірма «Каріатида» - ЗАТ «Крюківбудтехмонтаж» - ТОВ «МЖК Житлобуд» - МКП «Кременчукбудкомплект» - БФ «Центр ЛТД», МКП «Граніт» - ЗАТ «Кременчукнафтохімбудінвест» - ПП «Соломон» - КГРП «Союзрембуд» |

## Історичні
- Кременчуцька суконна фабрика
- Автоскладальний завод
- Північний промисловий вузол